# Ekstraliga polska w rugby union (2019)

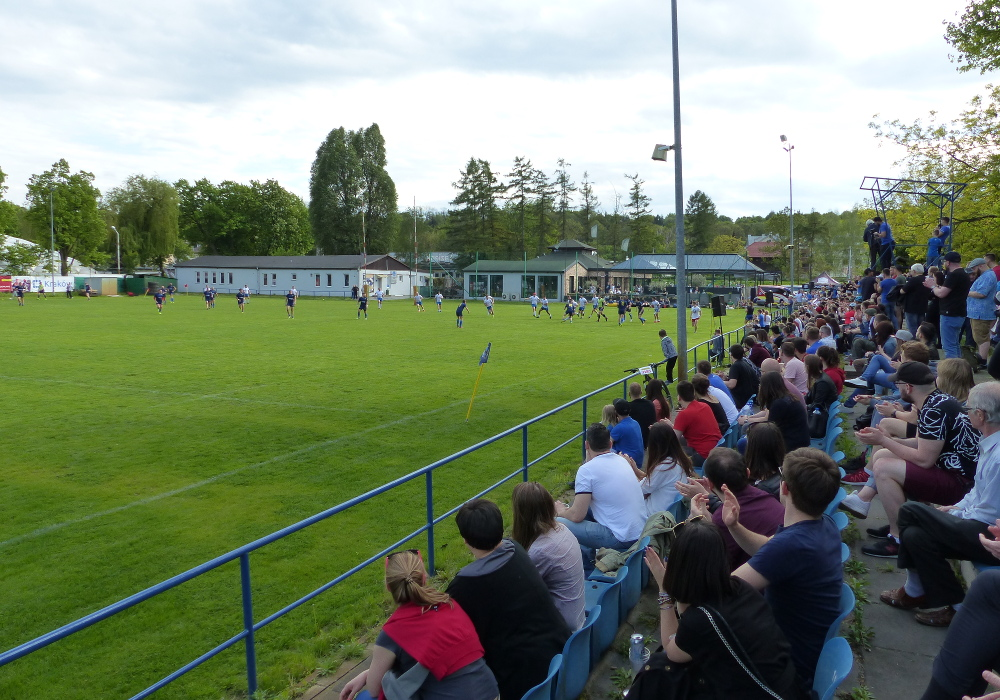
Mecz fazy zasadniczej Juvenia Kraków – Arka Gdynia w Krakowie

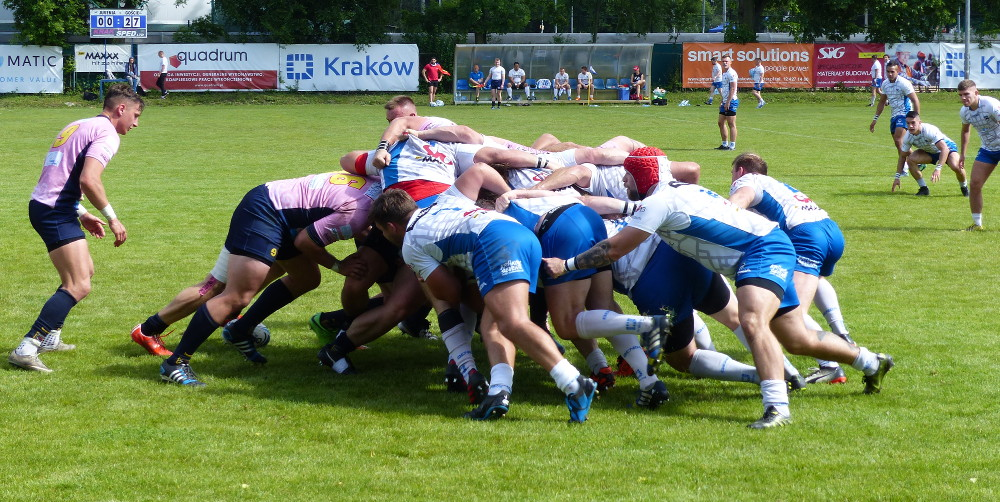
Mecz fazy zasadniczej Juvenia Kraków – Ogniwo Sopot w Krakowie

Ekstraliga polska w rugby union (2019) – sześćdziesiąty trzeci sezon najwyższej klasy rozgrywek klubowych rugby union drużyn piętnastoosobowych mężczyzn w Polsce. Tytuł mistrza Polski po raz dziesiąty w historii zdobyła drużyna Ogniwo Sopot, która w finale pokonała obrońcę tytułu Master Pharm Budowlani SA Łódź. Trzecie miejsce zajęła MKS Pogoń Awenta Siedlce. 

## System rozgrywek
W sezonie 2019 wprowadzono istotne zmiany w systemie rozgrywek w porównaniu z sezonem poprzednim. Po przejściu na system wiosna-jesień w sezonach 2016/2017 i 2018 zadecydowano o powrocie do systemu jesień-wiosna. Sezon 2019 rozegrano jako skrócony sezon przejściowy (obejmujący wyłącznie wiosnę 2019), aby kolejny sezon 2019/2020 przeprowadzić w systemie jesień-wiosna. Zrezygnowano także z podziału drużyn na grupy, a rozgrywek na trzy fazy. Liczba drużyn i skład ligi pozostały bez zmian w porównaniu z poprzednim sezonem (nie doszedł do skutku mecz barażowy o awans do Ekstraligi z uwagi na rezygnację z jego rozegrania ze strony najlepszej drużyny pierwszoligowej). Czas trwania sezonu zaplanowano od 16 marca 2019 (pierwsza kolejka spotkań ligowych) do 16 czerwca 2019 (finał).
Sezon podzielono na dwie fazy: zasadniczą i finałową. W fazie zasadniczej wszystkie drużyny ligi rozgrywały mecze systemem każdy z każdym (po jednym, bez meczów rewanżowych). W fazie finałowej rozegrano spotkanie o trzecie miejsce oraz finał. Wzięły w nich udział drużyny sklasyfikowane odpowiednio na trzecim i czwartym oraz na pierwszym i drugim miejscu w tabeli ligowej. Gospodarzem spotkania była każdorazowo drużyna z wyższego miejsca. Ponadto na koniec sezonu ma zostać rozegrany mecz barażowy o prawo do gry w Ekstralidze w kolejnym sezonie – pomiędzy ostatnią drużyną w tabeli Ekstraligi a zwycięzcą I ligi. Gospodarzem tego spotkania jest drużyna, która broni się przed spadkiem z Ekstraligi.
Za zwycięstwo drużyna otrzymywała 4 punkty, za remis 2 punkty, a za porażkę 0 punktów. Ponadto mogła otrzymać w każdym meczu 1 punkt bonusowy – za zdobycie co najmniej 4 przyłożeń lub za porażkę nie więcej niż siedmioma punktami. Walkower oznaczał wynik 25:0 oraz przyznanie zwycięskiej drużynie 5 punktów, a przegranej odjęcie 1 punktu. W przypadku równej ilości punktów w tabeli ligowej, o klasyfikacji drużyn decydowały kolejno: bilans bezpośrednich spotkań, korzystniejszy bilans małych punktów, większa liczba zdobytych małych punktów, mniejsza liczba wykluczeń definitywnych, mniejsza liczba wykluczeń czasowych, losowanie. W fazie play-off w przypadku remisu miał decydować konkurs kopów na bramkę.

## Uczestnicy rozgrywek
Uczestnicy rozgrywek:
| Drużyna             | Lokata w poprzednim sezonie Ekstraligi |
| ------------------- | -------------------------------------- |
| Budowlani Łódź SA   | 1                                      |
| MKS Ogniwo Sopot    | 2                                      |
| MKS Pogoń Siedlce   | 3                                      |
| RC Lechia Gdańsk    | 4                                      |
| RC Orkan Sochaczew  | 5                                      |
| KS Budowlani Lublin | 6                                      |
| OKS Skra Warszawa   | 7                                      |
| RzKS Juvenia Kraków | 8                                      |
| RC Arka Gdynia      | 9                                      |
| KS Budowlani Łódź   | 10                                     |

## Faza zasadnicza
Przed sezonem jednym z faworytem rozgrywek byli obrońcy tytułu mistrzowskiego – zespół Budowlani SA Łódź, którego celem było zdobycie czwartego mistrzostwa z rzędu. W drugiej kolejce spotkań doszło w Łodzi do rewanżu za ubiegłoroczny finał, w którym Ogniwo Sopot pokonało obrońców tytułu. Gracze z Sopotu w całej fazie zasadniczej nie odnieśli żadnej porażki – dzięki temu zapewnili sobie, że mecz finałowy zostanie rozegrany w Sopocie.
Wyniki spotkań:
|                   | Budowlani SA Łódź | Ogniwo Sopot | Pogoń Siedlce | Lechia Gdańsk | Orkan Sochaczew | Budowlani Lublin | Skra Warszawa | Juvenia Kraków | Arka Gdynia | KS Budowlani Łódź |
| Budowlani SA Łódź | –                 | 14:24        | –             | 41:12         | –               | 49:7             | –             | 84:10          | –           | 58:0              |
| Ogniwo Sopot      | –                 | –            | 27:10         | –             | 27:14           | –                | 45:26         | –              | 87:3        | 46:3              |
| Pogoń Siedlce     | 18:21             | –            | –             | 31:11         | –               | 20:20            | –             | 41:0           | –           | 50:3              |
| Lechia Gdańsk     | –                 | 15:29        | –             | –             | 15:40           | –                | 32:26         | –              | 48:8        | 0:25 (wo.)        |
| Orkan Sochaczew   | 10:40             | –            | 19:39         | –             | –               | 20:22            | –             | 48:13          | –           | 38:10             |
| Budowlani Lublin  | –                 | 5:21         | –             | 33:13         | –               | –                | 27:31         | –              | 73:7        | –                 |
| Skra Warszawa     | 27:45             | –            | 24:17         | –             | 14:17           | –                | –             | 64:17          | –           | –                 |
| Juvenia Kraków    | –                 | 15:71        | –             | 22:22         | –               | 18:25            | –             | –              | 30:24       | –                 |
| Arka Gdynia       | 7:55              | –            | 17:47         | –             | 3:61            | –                | 13:27         | –              | –           | –                 |
| KS Budowlani Łódź | –                 | –            | –             | –             | –               | 6:24             | 14:17         | 10:13          | 40:21       | –                 |

Tabela (w kolorze zielonym drużyny, które awansowały do fazy finałowej, w kolorze żółtym drużyna, która zagra baraż o pozostanie w Ekstralidze):
| Pozycja | Drużyna           | Mecze | Wygrane | Remisy | Porażki | Bilans punktów | Punkty bonusowe | Punkty razem |
| ------- | ----------------- | ----- | ------- | ------ | ------- | -------------- | --------------- | ------------ |
| 1.      | Ogniwo Sopot      | 9     | 9       | 0      | 0       | 377:105        | 6               | 42           |
| 2.      | Budowlani SA Łódź | 9     | 8       | 0      | 1       | 407:115        | 7               | 39           |
| 3.      | Pogoń Siedlce     | 9     | 5       | 1      | 3       | 273:142        | 7               | 29           |
| 4.      | Skra Warszawa     | 9     | 5       | 0      | 4       | 256:227        | 8               | 28           |
| 5.      | Budowlani Lublin  | 9     | 5       | 1      | 3       | 236:185        | 3               | 25           |
| 6.      | Orkan Sochaczew   | 9     | 5       | 0      | 4       | 267:183        | 5               | 25           |
| 7.      | Juvenia Kraków    | 9     | 2       | 1      | 6       | 138:389        | 2               | 12           |
| 8.      | KS Budowlani Łódź | 9     | 2       | 0      | 7       | 111:267        | 3               | 12           |
| 9.      | Lechia Gdańsk     | 9     | 2       | 1      | 6       | 168:255        | 2               | 11           |
| 10.     | Arka Gdynia       | 9     | 0       | 0      | 9       | 103:468        | 1               | 1            |

## Faza finałowa

### Mecz o trzecie miejsce
Mecz o trzecie miejsce zdominowali gospodarze i zarazem obrońcy brązowego medalu z poprzedniego sezonu, Pogoń Siedlce, którzy szybko wypracowali sobie dużą przewagę nad rywalami. Ostatecznie zdobyli siedem przyłożeń, a Skrze Warszawa udało się zdobyć honorowe punkty dopiero w samej końcówce meczu.
Wynik meczu o trzecie miejsce:
| 15 czerwca 201918:00 | MKS Pogoń Awenta Siedlce | 51:7(22:0) | OKS Skra Warszawa                     | Stadion Miejski, Siedlce Sędzia: Dominik Jastrzębski |
| 15 czerwca 201918:00 | Przemysław Rajewski 14 (P 3pd K), Anton Szaszero 8 (P dg), Daniel Gdula 7 (P pd), Norbert Kargol 5 (P), Andrei Cebotari 5 (P), Eduard Wertyłecki 5 (P), Mateusz Adamski 5 (P), Adrian Chróściel 2 (pd) | 51:7(22:0) | Jan Cal 5 (P), Martin Mangongo 2 (pd) | Stadion Miejski, Siedlce Sędzia: Dominik Jastrzębski |
| 15 czerwca 201918:00 | Cyprian Majcher · Kacper Banasiak | 51:7(22:0) |                                       | Stadion Miejski, Siedlce Sędzia: Dominik Jastrzębski |

### Finał
Finał stanowił rewanż za spotkania decydujące o złotym medalu z dwóch poprzednich sezonów – w obu Budowlani SA Łódź pokonali Ogniwo Sopot. Mecz miał emocjonujący przebieg. Po pierwszej połowie był remis 10:10 (obie drużyny wykonały po jednym przyłożeniu, podwyższeniu i skutecznym rzucie karnym). Drugą połowę lepiej zaczęli gospodarze i po dwóch przyłożeniach z podwyższeniami prowadzili 24:10. Jednak w końcowej fazie meczu goście zdołali doprowadzić do wyrównania. O ostatecznym rezultacie zadecydowała jedna z ostatnich akcji meczu, w której punkty z drop goala dla Ogniwa zdobył najskuteczniejszy gracz finału Wojciech Piotrowicz. Zwycięstwo Ogniwa oznaczało zdobycie przez tę drużynę dziesiątego w historii mistrzostwa Polski.
Wynik finału:
| 15 czerwca 201916:30 | Ogniwo Sopot                                                                          | 27:24(10:10) | Master Pharm Budowlani SA Łódź                                               | Stadion im. Edwarda Hodury, Sopot Sędzia: Dariusz Reks |
| 15 czerwca 201916:30 | Wojciech Piotrowicz 17 (P 3pd dg K), Dwayne Burrows 5 (P), Grzegorz Szczepański 5 (P) | 27:24(10:10) | Witalij Kramarenko 10 (2P), Paul Walters 9 (P 2pd), Patryk Reksulak 5 (pd K) | Stadion im. Edwarda Hodury, Sopot Sędzia: Dariusz Reks |
| 15 czerwca 201916:30 | Mateusz Plichta                                                                       | 27:24(10:10) |                                                                              | Stadion im. Edwarda Hodury, Sopot Sędzia: Dariusz Reks |

## Klasyfikacja końcowa
Tabela:
| Pozycja | Drużyna           |
| ------- | ----------------- |
| 1.      | Ogniwo Sopot      |
| 2.      | Budowlani SA Łódź |
| 3.      | Pogoń Siedlce     |
| 4.      | Skra Warszawa     |
| 5.      | Budowlani Lublin  |
| 6.      | Orkan Sochaczew   |
| 7.      | Juvenia Kraków    |
| 8.      | KS Budowlani Łódź |
| 9.      | Lechia Gdańsk     |
| 10.     | Arka Gdynia       |

## Statystyki
Najskuteczniejszym graczem rozgrywek został z dorobkiem 123 punktów gracz Ogniwa Sopot Wojciech Piotrowicz.

## I i II liga
Równolegle z rozgrywkami Ekstraligi rywalizowały drużyny na dwóch niższych poziomach ligowych: w I i II lidze. W każdej z nich występowało po sześć zespołów. W I lidze rozgrywki były podzielone na dwie fazy. W fazie zasadniczej drużyny grały każdy z każdym, mecz i rewanż. W fazie finałowej cztery najlepsze drużyny rozgrywały półfinały, ich zwycięzcy spotykali się w finale, a przegrani w meczu o III miejsce. Dwie ostatnie drużyny fazy zasadniczej grały dwumecz o utrzymanie. Najlepszą drużyną rozgrywek okazała się Arka Rumia, która dzięki temu awansowała do meczu barażowego o grę w kolejnym sezonie Ekstraligi, a najsłabszą Alfa Bydgoszcz, która spadła do II ligi. W II lidze drużyny rozegrały tylko jedną fazę rozgrywek, grając każdy z każdym, mecz i rewanż. Zwyciężyła i awansowała do I ligi drużyna Rugby Białystok.
Końcowa klasyfikacja I i II ligi:
| I liga                 | II liga                     |
| ---------------------- | --------------------------- |
| 1. Arka Rumia          | 1. Rugby Białystok          |
| 2. Sparta Jarocin      | 2. Miedziowi Lubin          |
| 3. AZS AWF Warszawa    | 3. Rugby Ruda Śląska        |
| 4. Legia Warszawa      | 4. Unia Brześć/Terespol     |
| 5. Wataha Zielona Góra | 5. Mazovia Mińsk Mazowiecki |
| 6. Alfa Bydgoszcz      | 6. Chaos Poznań             |

## Baraż o Ekstraligę
W barażu broniąca się przed spadkiem Arka Gdynia pokonała wysoko na własnym stadionie Arkę Rumia.
Wynik barażu:
| 29 czerwca 201913:00 | RC Arka Gdynia | 49:10(23:3) | RK Arka Rumia               | Gdyńskie Centrum Sportu, Gdynia Sędzia: Tomasz Malesa |
| 29 czerwca 201913:00 | Szymon Sirocki 19 (P 4pd 2K), Łukasz Kasperek 10 (2P), Rafał Ziętkowski 5 (P), Radosław Rakowski 5 (P), Jewhenij Hłuskow 5 (P), Jarosław Paszkowski 5 (P) | 49:10(23:3) | Jakub Smoliński 10 (P pd K) | Gdyńskie Centrum Sportu, Gdynia Sędzia: Tomasz Malesa |
| 29 czerwca 201913:00 | Radosław Rakowski · Tomasz Witt | 49:10(23:3) | Konrad Chromiński           | Gdyńskie Centrum Sportu, Gdynia Sędzia: Tomasz Malesa |

.

## Inne rozgrywki
W zakończonych w 2019 rozgrywkach w kategoriach młodzieżowych mistrzostwo Polski zarówno wśród juniorów, jak i kadetów zdobyły drużyny Juvenii Kraków.